# Giancarlo Minardi
Giancarlo Minardi (Faenza, 1947. szeptember 18. –) olasz autóversenyző, az egykori Formula–1-es Minardi csapat alapítója.

## Életpályája
Ravenna tartományban született. Egész élete az autók közelében telt el. Szüleinek Fiat-kereskedése, valamint egy benzinkútja volt. Édesapja, Giovanni Minardi Giancarlo kisgyermek korában halt meg.
Minardi eleinte egy kamionkereskedést vezetett Olaszországban.
Versenyzői pályafutását 1968-ban kezdte egy átalakított Fiat 500-assal, egész jó eredményekkel. Később ralizni kezdett egy Fiat 124-essel, majd egy idő után inkább az általa menedzselt csapatra kezdett koncentrálni. 1972 és 1974 között viszonylag jó eredményeket ért el csapatával a Formula Italia versenysorozatban, 1972-ben a csapata (Scuderia del Passatore) második volt, majd 1973-ban meg is nyerte a sorozatot. 1975-ben nevet váltottak, a csapat neve Scuderia Everest lett, majd 1980-ban egy olasz támogató, Piero Mancini segítségével megalapította a Minardi csapatot, és a Formula–2-es bajnokságban indult a csapatával. Itt a legsikeresebb szezonjuk 1981-ben volt, amikor megnyerték a sorozat misanoi állomását.
1985-től részt vettek a Formula–1-ben. A csapat kisebb-nagyobb pénzügyi nehézségekkel, és többszöri tulajdonosváltással egészen 2005-ig volt a Formula–1 palettáján. Ekkor Dietrich Mateschitz, a Red Bull-gyár és annak versenycsapatának tulajdonosa vásárolta meg a Minardit.